# Kong Rong
Kong Rong (pronunciaciónⓘ) (153–208), nombre de cortesía Wenju, fue un oficial, erudito y señor de la guerra menor que vivió durante la última dinastía Han Oriental de China. Era un descendiente de la vigésima generación de Confucio. Como alguna vez fue Canciller del estado de Beihai (actual Weifang, Shandong), también fue conocido como Kong Beihai. Fue derrotado por Yuan Tan en 196 y escapó a la capital, Xuchang. Por ser un oponente político de Cao Cao y humillarlo en múltiples ocasiones, Kong Rong fue finalmente ejecutado por varios cargos.
Famoso por su rápido ingenio y su elaborado estilo literario, Kong Rong fue clasificado entre los Siete Eruditos de Jian'an, un grupo de literatos representativos de su tiempo. Sin embargo, la mayoría de sus obras se han perdido. Las que sobrevivieron se pueden encontrar en compilaciones de las dinastías Ming y Qing.
Una historia bien conocida que se usa comúnmente para educar a los niños, incluso en los tiempos contemporáneos, sobre los valores de la cortesía y el amor fraternal implica que Kong Rong, de cuatro años, entrega las peras más grandes a sus hermanos mayores y menores. Esta historia, comúnmente conocida como "Kong Rong entregando peras" (孔融讓梨), también se menciona en El Clásico de Tres Caracteres, un texto utilizado para la educación primaria desde la dinastía Song.

## Biografía

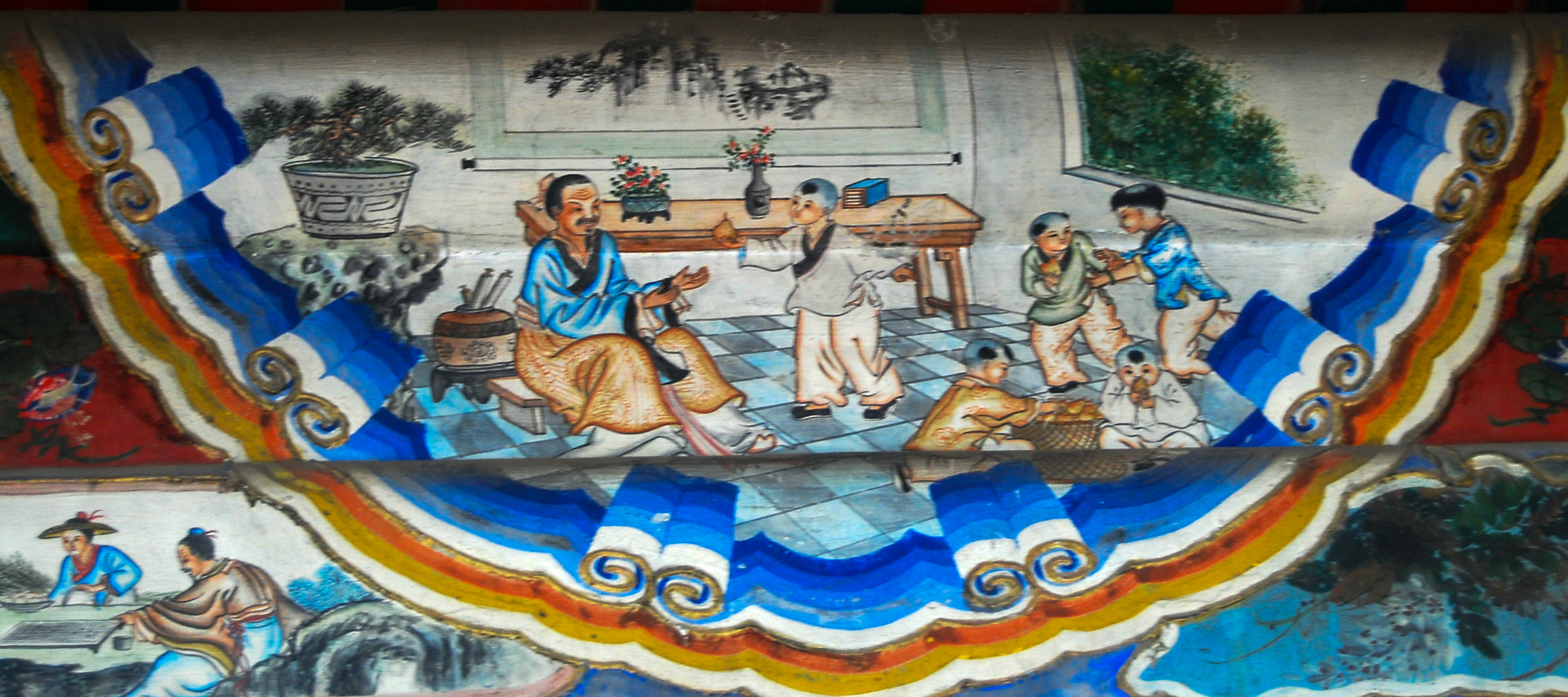
Kong Rong renuncia a las peras. Retrato en el Gran Corredor del Palacio de Verano, Pekín.

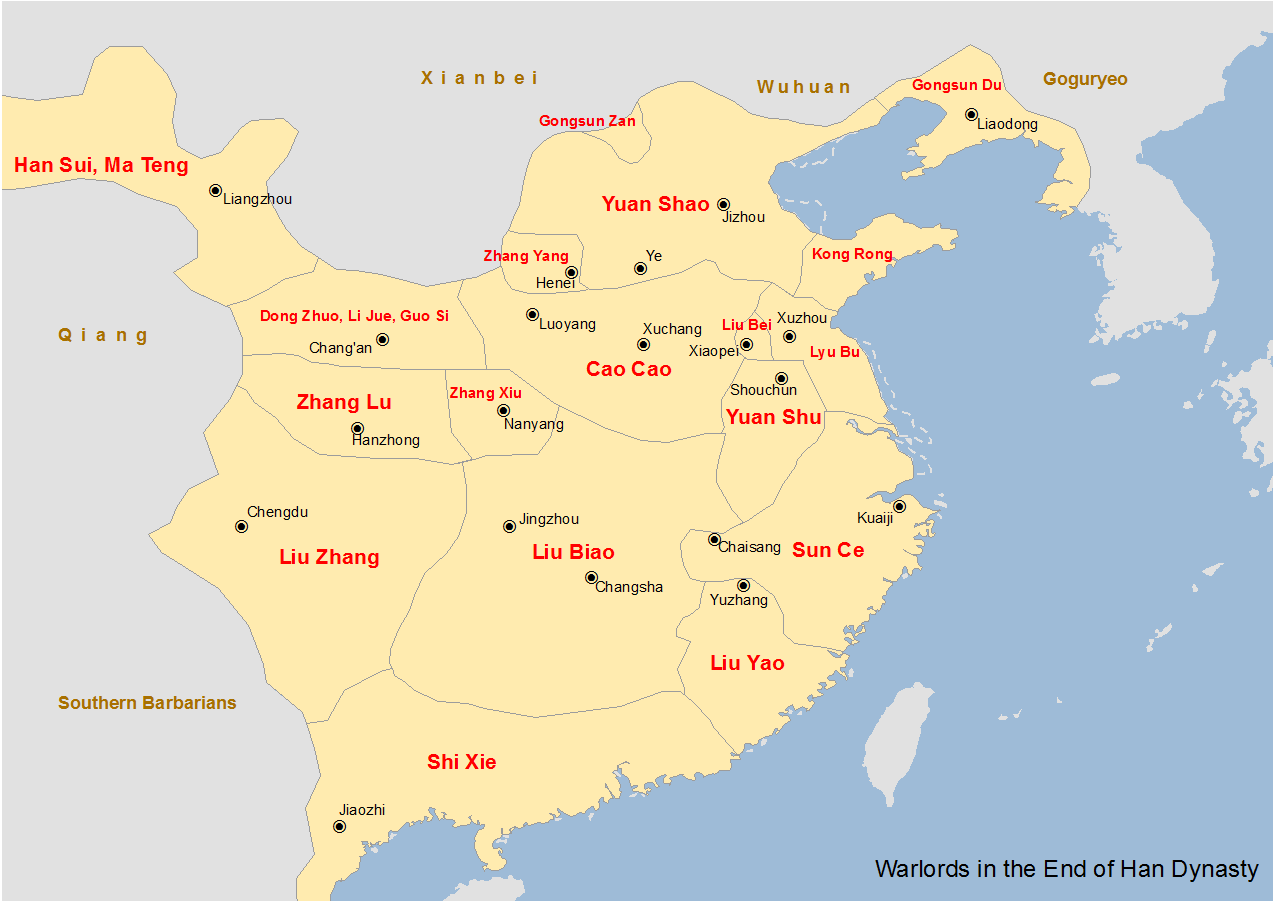
Mapa que muestra los principales señores de la guerra de la dinastía Han en la década de 190, incluido Kong Rong.

Nacido en el antiguo Estado Lu (actual sur de Shandong y partes del norte de Henan, Anhui y Jiangsu), Kong Rong mostró un ingenio rápido desde muy joven. Su padre fue Kong Zhou. Según el Epílogo de Han (續漢書) de Sima Biao, cuando era un adolescente, Kong Rong visitó a un funcionario llamado Li Ying, que no recibió a nadie más que al muy eminente y a sus propios parientes. Afirmando ser un pariente, Kong Rong fue llevado ante Li Ying, quien preguntó cómo estaban relacionados. Kong Rong respondió que su antepasado Confucio era un estudiante y amigo de Lao Tsé (cuyo apellido era Li). Sin embargo, otro invitado no quedó impresionado, comentando que una persona que mostrara una gran habilidad a una edad temprana podría no ser especialmente capaz en su adultez. Kong Rong respondió de inmediato: «Supongo que eras muy inteligente cuando eras joven.» Li Ying se rio de esto y predijo que el niño crecería para ser un gran hombre.
Cuando creció, Kong Rong entró en la burocracia de la dinastía Han Oriental. Fue ascendido sucesivamente y en 190 fue nombrado Canciller del estado de Beihai, situado en la Provincia de Qing, el área más infestada por los rebeldes de los turbantes amarillos durante la década de 180. Al asumir el cargo, Kong Rong se concentró en la reconstrucción de la ciudad y el establecimiento de escuelas. Promovió los estudios confucianos y proporcionó el entierro adecuado para los refugiados fallecidos que no tenían familiares que se ocuparan de sus asuntos funerarios. Durante este tiempo, fue asediado por un ejército remanente de los Turbante Amarillo dirigido por Guan Hai (管亥). Kong Rong envió a Taishi Ci a buscar ayuda de Liu Bei, entonces prefecto del condado de Pingyuan. Taishi Ci regresó con 3000 tropas de élite, tras lo cual los rebeldes se dispersaron. En 195, a través de la nominación de Liu Bei, Kong Rong fue ascendido a Inspector de la provincia de Qing.

### Estadía en Xuchang
Al año siguiente, sin embargo, el señor de la guerra Yuan Shao envió a su hijo mayor, Yuan Tan, a atacar a la provincia de Qing. Kong Rong fue derrotado y su familia fue capturada. Escapó a la capital Xuchang, donde posteriormente fue nombrado Ministro Administrador (少府). Durante su estancia en Xuchang, Kong Rong a menudo se opuso a las políticas del señor de la guerra Cao Cao, quien controlaba al emperador Xian y al gobierno central Han. Cuando Cao Cao impuso una prohibición del alcohol debido a la escasez de cultivos, Kong Rong le escribió diciendo: «Desde que los reyes Jié y Zhou [los últimos gobernantes de la dinastía Xia y Shang, respectivamente] fueron derrocados debido a su deseo de mujeres, ¿por qué no prohíbe el matrimonio también?» Kong Rong fue despojado de su cargo oficial, pero pronto fue reincorporado, aunque a un puesto titular. Sin embargo, debido a su hospitalidad, su casa siempre estaba llena de invitados.
Durante este tiempo, Kong Rong se hizo amigo de Mi Heng de la provincia de Jing (hoy Hubei y Hunan). A pesar de ser muy erudito, Mi Heng era poco convencional y no tenía restricciones. Al llegar a Xuchang, escribió una pieza en prosa que humillaba a todas las personas eminentes allí. Cuando se le preguntó a quién consideraría talentoso, Mi Heng respondió: «Primero está Kong Rong, segundo está Yang Xiu.» Kong Rong quería recomendar a Mi Heng con Cao Cao, pero Mi antepuso una actitud grosera y arrogante frente a Cao. Primero, se desnudó mientras tocaba el tambor en una fiesta organizada por Cao Cao, y criticó a Cao en voz alta fuera de sus puertas. Cao Cao finalmente envió a Mi Heng a Liu Biao, el gobernador de la provincia de Jing.
En 198, Cao Cao se estaba preparando para una batalla con Yuan Shao a lo largo de las orillas del río Amarillo. Kong Rong mantuvo una visión pesimista, diciéndole al consejero de Cao Cao, Xun Yu, que Yuan Shao sería extremadamente difícil de derrotar ya que tenía suficientes suministros de alimentos, una fuerza de tropas muy superior y muchos sujetos capaces y leales. Sin embargo, Cao Cao aprovechó las debilidades de Yuan Shao y finalmente lo derrotó en la batalla de Guandu en 200. Yuan Shao murió dos años después, dejando a sus hijos mayores y más jóvenes, Yuan Tan y Yuan Shang, para disputar su legado.
En 204, Cao Cao derrotó a Yuan Shang y conquistó la ciudad de Ye, con lo que casó a Lady Zhen con su hijo Cao Pi. Cuando Kong Rong se enteró de esto, le escribió a Cao Cao una carta que decía: «Cuando el rey Wu de Zhou derrotó a Zhou, casó a Daji [una hermosa consorte de Zhou culpada por la caída de la dinastía Shang] con [su hermano] el duque de Zhou.» Pensando que Kong Rong estaba citando un texto clásico para alabarlo, Cao Cao preguntó por la fuente, pero Kong simplemente dijo: «Vi lo que sucedió en nuestros días y pensé que debía haber sido así.»

### Muerte
En 208, Kong Rong habló mal de Cao Cao ante un emisario de Sun Quan, un señor de la guerra que gobernaba los territorios en la región de Jiangdong. Cao Cao luego ordenó que Kong Rong fuera ejecutado bajo varios cargos, incluyendo, entre otros, "tramar una rebelión", "calumniar a la corte imperial" e "irrespetar el protocolo de la corte". Según los Anales de Primavera y Otoño de Wei (魏氏春秋) de Sun Sheng, los dos hijos de ocho años de Kong Rong (un hijo de nueve años y una hija de siete según el Libro de los últimos Han) estaban jugando al go cuando arrestaron a su padre. Cuando otros les instaron a escapar, respondieron:

¿Cómo podría haber huevos sin romper debajo de un nido derribado? (安有巢毀而卵不破者乎)

Esto más tarde se transcribió en idioma chino (覆巢之下，安有完卵), utilizado para describir que cuando un grupo sufre, todos los individuos que pertenecen a él se verán afectados. También se puede encontrar una historia alternativa pero similar en Una nueva cuenta de los cuentos del mundo (世說新語) de Liu Yiqing, escrita en un estilo más elaborado.
Después de que Kong Rong fuera ejecutado junto con toda su familia, sus cuerpos quedaron arrojados en la calle. Ni un solo funcionario de los que solían estar cerca de él se atrevieron a recoger los cadáveres para enterrarlos, excepto Zhi Xi (脂習), que vio el cuerpo de Kong Rong y gritó: «Ahora me has dejado por la muerte, ¿con quién podría hablar para entenderme?»

## Logros literarios
Aunque no tuvo mucho éxito en política, Kong Rong fue considerado una figura literaria destacada de su tiempo, famoso por su prosa y poesía. Junto con otros seis poetas de su tiempo, sus poemas formaron la columna vertebral de lo que se conocería como el estilo Jian'an (建安風骨; llamado así por la era Jian'an entre 196 y 220). Colectivamente eran conocidos como los Siete Eruditos de Jian'an (建安七子). La lucha civil hacia el final de la dinastía Han le dio a los poemas Jian'an su característico tono solemne pero conmovedor, mientras que lamentarse por la efímera vida también fue un tema central de las obras de este período. En la historia de la literatura china, los poemas Jian'an fueron una transición entre las primeras canciones populares y la poesía académica.
Sin embargo, a menudo se pensaba que las habilidades literarias de Kong Rong eran un espectáculo elaborado y vacío sin contenido sonoro. Cao Pi comentó en su Discurso sobre la literatura (典論) que las palabras de Kong Rong no pueden sostener el discurso y el razonamiento superado, tanto que casi parecen un mero sarcasmo o burla.
Después de la muerte de Kong Rong, Cao Pi recopiló 25 de sus poemas y los incluyó en Discurso sobre la literatura. Sin embargo, la mayoría de estos se perdieron y solo cinco sobreviven hasta el día de hoy, dos de los cuales son de autenticidad no verificada. También se han perdido nueve de los volúmenes que contenían la prosa de Kong Rong bajo el nombre de Libro de Sui (隋書). Los que sobreviven se encuentran en compilaciones de las dinastías Ming y Qing. Estos incluyen varias epístolas que Kong Rong escribió a Cao Cao en crítica de sus políticas.